# Lucio Nicoletto
Lucio Nicoletto (n. 18 august 1972, Este, Veneto, Italia) este un cleric italian, episcop romano-catolic al Diecezei de São Félix do Araguaia din 13 martie 2024.;

## Biografie
Născut la Este în 1972, a urmat școala Manfredini, condusă de salezieni. A primit hirotonirea preoțească la 7 iunie 1998.
În mai 2005 a fost repartizat în misiunile diecezane din Brazilia și, în ianuarie 2019, a primit rolul de vicar general al diecezei de Roraima. La 13 martie 2024 a fost numit noul episcop al diecezei São Félix, de către papa Francisc, succedându-i monseniorului Adriano Ciocca Vasino⁠(d).

## Legături externe
- Site-ul oficial al Diecezei de São Félix Arhivat în 6 aprilie 2005, la Wayback Machine.